# Stipecampus cristatus
Stipecampus cristatus is een straalvinnige vissensoort uit de familie van zeenaalden en zeepaardjes (Syngnathidae). De wetenschappelijke naam van de soort als Ichthyocampus cristatus is voor het eerst geldig gepubliceerd in 1918 door McCulloch & Waite.